# Heuliez GX 337

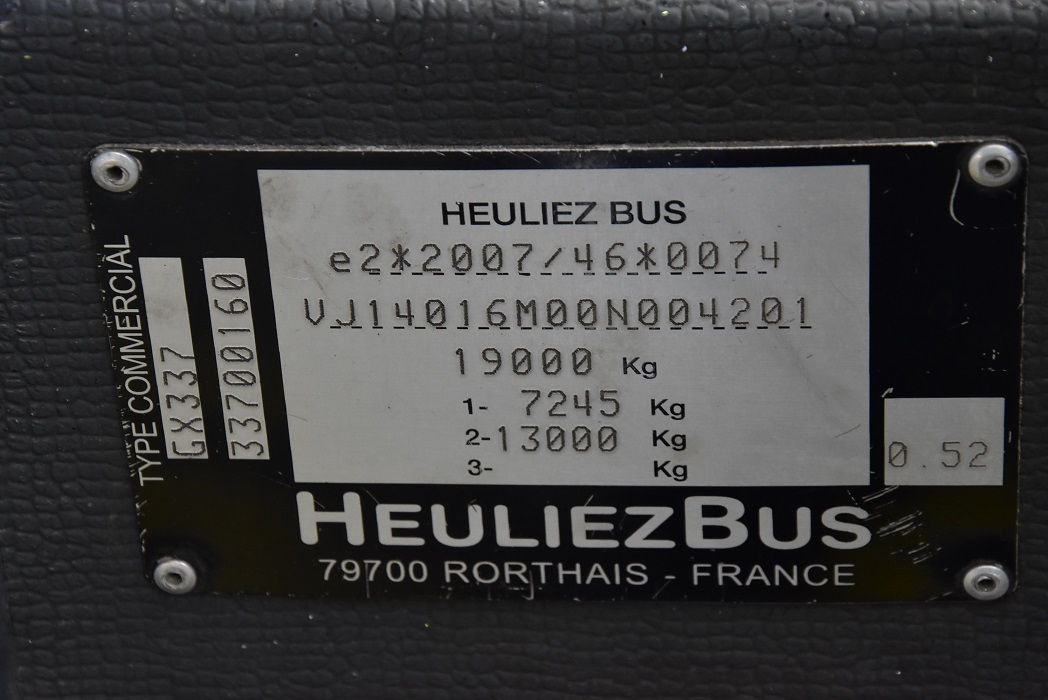
Identificatieplaatje (2015)

De Heuliez GX 337 is een autobustype van de Franse busfabrikant Heuliez Bus en is de langere versie van de Heuliez GX 137. De GX 337 is de opvolger van de Heuliez GX 327, die eind 2013 uit productie ging. In 2015 kwam een elektrische versie van de Heuliez GX 337 beschikbaar.
Er zijn vier type aandrijvingen beschikbaar:
- Diesel
- Cng
- Hybride
- Elektriciteit

Samen met de Heuliez GX 137 en de Heuliez GX 437 vormt de Heuliez GX 337 een reeks genaamd Acces BUS van de derde generatie.

## Eigenschappen
De bus werd ontworpen op een Iveco Bus Urbanway 12-chassis. Hierdoor heeft de bus dezelfde eigenschappen als de Iveco Bus Urbanway. Alleen de voorkant van de bus is gelijk aan dat van de Irisbus Citelis. Er is een twee-deursversie en een drie-deursversie leverbaar.
De bus is optioneel leverbaar met de volgende ontwerptoevoegingen:
- Panoramisch/glazen dak over de gehele lengte van de bus
- Driehoekvormige glazen wand onder de ramen. Dit is mogelijk aan weerszijden van de bus en kan worden geplaatst tussen de voorste en middelste deur.

Naast de standaard streek-/stadsbusontwerp is de bus ook leverbaar in een HOV/BRT (Bus Rapid Transit)-ontwerp.
| Heuliez GX 337         | Heuliez GX 337                                               | Heuliez GX 337                                               | Heuliez GX 337                                               | Heuliez GX 337                                               | Heuliez GX 337                                               | Heuliez GX 337                                               |
| ---------------------- | ------------------------------------------------------------ | ------------------------------------------------------------ | ------------------------------------------------------------ | ------------------------------------------------------------ | ------------------------------------------------------------ | ------------------------------------------------------------ |
|                        | GX 337                                                       | GX 337                                                       | Hybride GX 337                                               | Hybride GX 337                                               | Elektrische GX 337                                           | Elektrische GX 337                                           |
| Bouwjaren              | 2013-heden                                                   | 2013-heden                                                   | 2013-heden                                                   | 2013-heden                                                   | 2015-heden                                                   | 2015-heden                                                   |
| Carrosserie            | Heuliez Bus                                                  | Heuliez Bus                                                  | Heuliez Bus                                                  | Heuliez Bus                                                  | Heuliez Bus                                                  | Heuliez Bus                                                  |
| Chassis                | Iveco Bus Urbanway                                           | Iveco Bus Urbanway                                           | Iveco Bus Urbanway                                           | Iveco Bus Urbanway                                           | Iveco Bus Urbanway                                           | Iveco Bus Urbanway                                           |
| Motor                  | FPT Industrial Tector, EEV Euro 6                            | FPT Industrial Tector, EEV Euro 6                            | FPT Industrial Tector, EEV Euro 6                            | FPT Industrial Tector, EEV Euro 6                            | Onbekend                                                     | Onbekend                                                     |
| Vermogen               | 210 kW (286 pk)                                              | 210 kW (286 pk)                                              | 210 kW (286 pk)                                              | 210 kW (286 pk)                                              | 175 kW                                                       | 175 kW                                                       |
| Versnellingsbak        | - Automaat Voith Diwa D854.6 - Automaat ZF Ecolife 6 AP 1200 | - Automaat Voith Diwa D854.6 - Automaat ZF Ecolife 6 AP 1200 | - Automaat Voith Diwa D854.6 - Automaat ZF Ecolife 6 AP 1200 | - Automaat Voith Diwa D854.6 - Automaat ZF Ecolife 6 AP 1200 | - Automaat Voith Diwa D854.6 - Automaat ZF Ecolife 6 AP 1200 | - Automaat Voith Diwa D854.6 - Automaat ZF Ecolife 6 AP 1200 |
| Totale lengte          | 12 060 mm                                                    | 12 060 mm                                                    | 12 060 mm                                                    | 12 060 mm                                                    | 12 060 mm                                                    | 12 060 mm                                                    |
| Totale breedte         | 2 550 mm                                                     | 2 550 mm                                                     | 2 550 mm                                                     | 2 550 mm                                                     | 2 550 mm                                                     | 2 550 mm                                                     |
| Hoogte (excl. dakunit) | 2 880 mm                                                     | 2 880 mm                                                     | 3 300 mm                                                     | 3 300 mm                                                     | 3 300 mm                                                     | 3 300 mm                                                     |
| Wielbasis              | 6 120 mm                                                     | 6 120 mm                                                     | 6 120 mm                                                     | 6 120 mm                                                     | 6 120 mm                                                     | 6 120 mm                                                     |
| Vooroverbouw           | 2 715 mm                                                     | 2 715 mm                                                     | 2 715 mm                                                     | 2 715 mm                                                     | 2 715 mm                                                     | 2 715 mm                                                     |
| Achteroverbouw         | 3 225 mm                                                     | 3 225 mm                                                     | 3 225 mm                                                     | 3 225 mm                                                     | 3 225 mm                                                     | 3 225 mm                                                     |
| Versie                 | 2 deuren                                                     | 3 deuren                                                     | 2 deuren                                                     | 3 deuren                                                     | 2 deuren                                                     | 3 deuren                                                     |
| Aantal zitplaatsen     | 24 t/m 36                                                    | 27 t/m 41                                                    | 24 t/m 36                                                    | 27 t/m 41                                                    | 24 t/m 36                                                    | 27 t/m 41                                                    |

## Inzet
De Heuliez GX 337 wordt vooral ingezet bij Franse openbaar vervoersbedrijven. Het Franse vervoersbedrijf RATP heeft in juni 2014, 90 hybride bussen besteld van dit type. Deze bussen zullen in de loop van 2014 tot 2017 in stromen. In 2015 zijn er als optie 79 bussen bijgekomen en in 2019 zal het totaal aantal hybride Heuliez GX 337 bussen bij RATP uitkomen op 250.
| Bedrijf                   | Aantal    | Series      | Bouwjaar    | Inzet                                                       | Opmerking                                        | Afbeelding |
| Frankrijk                 | Frankrijk | Frankrijk   | Frankrijk   | Frankrijk                                                   | Frankrijk                                        | Frankrijk  |
| ------------------------- | --------- | ----------- | ----------- | ----------------------------------------------------------- | ------------------------------------------------ | ---------- |
| Aéroport Nice Côte d'Azur | > 1       | ???? - ???? | 2013        | Terminalbus                                                 |                                                  |            |
| Impulsyon                 | 3         | 28 - 30     | 2014        | La Roche-sur-Yon                                            |                                                  |            |
| RATP                      | 196       | 1109 - 1302 | 2014 - 2020 | RATP-busnetwerk, lijnen 112, 152, 166, 167, 173, 306 en 360 | Hybride bussen                                   |            |
| RATP                      | 44        | 1317-1360   | 2014 - 2020 | RATP-busnetwerk, lijnen 112, 152, 166, 167, 173, 306 en 360 | Hybride bussen                                   |            |
| RATP                      | 84        | 2784 - 2867 | 2017 - 2021 | RATP-busnetwerk                                             | Cng-bussen Dragen de huisstijl van IDF Mobilités |            |
| RATP                      | 118       | 1361 - 1539 | 2018        | RATP-busnetwerk                                             | Elektrische bussen                               |            |
| Réseau Mistral            | 15        | 765 - 779   | 2014        | Toulon                                                      | Hybride bussen                                   |            |
| Tisséo                    | 15        | 1301 - 1315 | 2013        | Toulouse                                                    |                                                  |            |

## Verwante bustypes
- Heuliez GX 137; Midibusversie
- Heuliez GX 437; Gelede versie